# وليام كالي
وليام كالي (بالإنجليزية: William Calley)‏ (8 يونيو 1943 – 28 أبريل 2024) ولد في ميامي، فلوريدا، وكانت طفولته طبيعية، حتى أنه التحق بالجيش برتبة ملازم ثان في عام 1967، وخلال حرب فيتنام نفذت قوات الجيش الأميركية تحت قيادته مذبحة ماي لاي في فيتنام الجنوبية، حيث قتل أكثر من 500 مواطن أعزل، وكانت الغالبية نساء وأطفال ومسنين، وقد كان دائم الاعتداء على المواطنين سواء جنسياً أو بالضرب والتعذيب، وقد أدين "كالي"في قضايا حرب وحكم عليه بالسجن مدى الحياة. لكن تم إطلاقه في اليوم التالي مباشرةً وتم وضعه تحت الإقامة الجبرية في منزله لمدة ثلاث سنوات ونصف فقط.

## الوفاة
توفي وليام كالي في 28 أبريل 2024 عن عمر ناهز الثمانين.